# L'ussaro sul tetto (film)
L'ussaro sul tetto è un film del 1995 diretto da Jean-Paul Rappeneau, tratto dall'omonimo romanzo del 1951 di Jean Giono.

## Trama
Nel 1832 molti carbonari italiani si sono rifugiati in Provenza, che viene devastata da un'epidemia di colera. Agenti austriaci uccidono uno di loro, e la moglie fa in tempo ad avvertire il loro amico, Angelo Pardi, perché fugga. Angelo si mette in contatto con Paolo Maggionari, amico d'infanzia e carbonaro, ma questi è ormai un traditore e cerca di ucciderlo, ma Angelo riesce ancora a fuggire.
Nel paese di Manosque incontra un medico che gli mostra come trattare i malati di colera, strofinandoli vigorosamente su tutto il corpo con l'alcool. Un gruppo di persone lo accusa di favorire l'epidemia inquinando i pozzi, e ancora una volta è costretto a fuggire. Si rifugia in una dimora nobiliare ed è scoperto dalla proprietaria, la giovane contessa Pauline de Théus, che gli garantisce ospitalità. La mattina dopo, partita la contessa, Angelo incontra, sulle colline fuori Manosque, Giuseppe, che gli affida il denaro raccolto per i carbonari di Milano.
Incontrata nuovamente Pauline, Angelo l'accompagna al suo castello di Théus, dove è attesa dal marito, ma vengono a sapere che questi è tornato a Manosque per cercarla. Pauline lascia Angelo per raggiungerlo, ma viene arrestata dalla gendarmeria che la ricovera in un lazzaretto. Angelo riesce a liberarla, e insieme riprendono il cammino verso il castello. Fermatisi a passare la notte in una villetta abbandonata, Pauline racconta come ha conosciuto il marito, che ha quarant'anni più di lei. A quel punto, Pauline ha una crisi dovuta al colera e sviene. Angelo le salva la vita strofinandola con l'alcool. La mattina, ristabilita, Pauline e Angelo riprendono la strada per il castello, dove l'attende il conte Laurent de Théus. Angelo li lascia e torna in Italia.
Due anni dopo Pauline, che ha più volte scritto ad Angelo senza ottenere risposta, riceve finalmente una sua lettera. La legge, camminando nel parco del castello, osservata dalla finestra dal marito che sa come i due siano innamorati. Pauline guarda verso le Alpi, oltre le quali si trova ancora Angelo.

## La critica
«L'ussaro sul tetto soffre a tratti sia per la prevedibilità degli eventi quanto per l'interpretazione troppo timida del protagonista Olivier Martinez, sovrastato dalla personalità di Juliette Binoche nella parte di Pauline».
«Regista di pochi film e di molto talento, Rappeneau ha visto la storia come una situazione alla Marivaux immessa in un contesto apocalittico. L'ha raccontata col ritmo di un grande feuilleton romanzesco, inquadrando il paesaggio provenzale in stupendi "campi larghi", pieni d'aria e di energia [...] Juliette Binoche è la Pauline ideale; quanto a Olivier Martinez (che raccoglie una parte destinata, volta a volta, a Gérard Philipe e Alain Delon), non solo è vergognosamente giovane e bello, ma centra il giusto equilibrio di fascino e goffaggine, arroganza e pudore.
«Tratto dal romanzo di Jean Giono pubblicato da Guanda, celebre per essere "il film più costoso nella storia del cinema francese", L'ussaro sul tetto è fatto benissimo: buona interpretazione di Olivier Martinez, di Juliette Binoche, dei molti attori che appaiono in piccole parti [...] Tutto perfetto o quasi: ma senza vera necessità, senza cuore, e può capitare che il film non sembri interessante, che allo spettatore non importi nulla o quasi di quanto accade sullo schermo».

## Riconoscimenti
- Premi César 1996
  - miglior fotografia
  - miglior sonoro
- 1997 - Nastro d'argento
  - Migliori costumi